# 盖帝图像
盖帝图像有限公司，是一家美國图片交易公司。

## 历史
在1995年由蓋蒂家族出身的馬克·蓋蒂與乔纳森·克莱因共同創立，總部位於美國西雅圖。此公司存有8千万张图像和插画，还储存有超过5万小时的录像。其業務主要面向三大市场——创意专业人士（广告和平面设计）、媒体（纸质和网络）和团体（内部设计、营销和通信部门）。
华盖创意（北京）图像技术有限公司（Getty Images China）是视觉中国的全资子公司，是Getty Images的合资公司。
Getty Images在全世界拥有分发办公室，並使用互联网和CD-ROM作为分发的介质。Getty Images收购其他的老牌图片公司和存档时，將內容數位化，使其可通过网络购买。Getty Images拥有一家很大的商业网站，使客户可在上面搜索浏览图片，购买使用权和下载图片，价格根据目标图片选择的分辨率和使用权不同。该公司也为团体客户提供定制的图片服务，同时亦为各中小型甚至大型企业提供照片灵感。